# Simone Colombo
Pour les articles homonymes, voir Colombo (homonymie).
Simone Colombo, né le 27 août 1963 à Milan, est un ancien joueur de tennis professionnel italien.

## Palmarès

### Titre en simple messieurs
| No | Date       | Nom et lieu du tournoi                                       | Catégorie | Dotation | Surface      | Finaliste    | Score         |  |
| -- | ---------- | ------------------------------------------------------------ | --------- | -------- | ------------ | ------------ | ------------- |  |
| 1  | 11-08-1986 | Campionati Internazionali della Valle d'Aosta, Saint-Vincent |           | 85 000 $ | Terre (ext.) | Paul McNamee | 2-6, 6-3, 7-6 |  |

### Titres en double messieurs
| No | Date       | Nom et lieu du tournoi                       | Catégorie | Dotation  | Surface      | Partenaire       | Finalistes                        | Score         |  |
| -- | ---------- | -------------------------------------------- | --------- | --------- | ------------ | ---------------- | --------------------------------- | ------------- |  |
| 1  | 10-06-1985 | Tournoi de tennis de Bologne Bologne         |           | 80 000 $  | Terre (ext.) | Paolo Canè       | Jordi Arrese Alberto Tous         | 7-5, 6-4      |  |
| 2  | 09-06-1986 | Tournoi de tennis de Bologne Bologne         |           | 85 000 $  | Terre (ext.) | Paolo Canè       | Claudio Panatta Blaine Willenborg | 6-1, 6-2      |  |
| 3  | 29-09-1986 | Tournoi de tennis de Sicile Palerme          |           | 100 000 $ | Terre (ext.) | Paolo Canè       | Claudio Mezzadri Gianni Ocleppo   | 7-5, 6-3      |  |
| 4  | 19-06-1989 | Tournoi de tennis de Bari Bari               |           | 93 400 $  | Terre (ext.) | Claudio Mezzadri | Sergio Casal Javier Sánchez       | 0-6, 6-3, 6-3 |  |
| 5  | 21-08-1989 | Tournoi de tennis de Saint-Marin Saint-Marin |           | 93 400 $  | Terre (ext.) | Claudio Mezzadri | Pablo Albano Gustavo Luza         | 6-4, 6-1      |  |

### Finale en double messieurs
| No | Date       | Nom et lieu du tournoi         | Catégorie | Dotation | Surface      | Vainqueurs                    | Partenaire            | Score    |  |
| -- | ---------- | ------------------------------ | --------- | -------- | ------------ | ----------------------------- | --------------------- | -------- |  |
| 1  | 19-09-1988 | Tournoi de tennis de Bari Bari |           | 93 400 $ | Terre (ext.) | Thomas Muster Claudio Panatta | Francesco Cancellotti | 6-3, 6-1 |  |